# Heinrich Christoph Karl Hermann von Wylich und Lottum
Heinrich Christoph Karl Hermann Reichsgraf von Wylich und Lottum (* 8. Januar 1773 in Kleve; † 8. Februar 1830 in Berlin) war ein preußischer Generalleutnant.

## Leben

### Herkunft
Seine Eltern waren der spätere General der Kavallerie Friedrich Albrecht Carl Hermann von Wylich und Lottum (1720–1797) und dessen Ehefrau Sophie Beate, geborene von Schlichting (* 8. August 1736; † 28. Oktober 1801).

### Militärkarriere
Im Januar 1786 ging er in das Dragonerregiment „von Lottum“ seines Vaters, dem er die nächsten 30 Jahre hindurch angehörte. Er stieg bis Dezember 1813 zum Oberst auf und machte den Feldzug in Holland und gegen die französische Republik mit. Im Vierten Koalitionskrieg 1806 löste sich das Regiment fast auf. Der Rest musste bei Lüneburg, nur noch 180 Mann stark, die Waffen strecken. Während des Winters 1806/07 sammelte Lottum mit mehreren anderen Offizieren bei Danzig aus den Ranzionirten zwei schwache Eskadronen von je 60 Mann, welche dann nach der Übergabe von Danzig zur Neuformation des Regiments verwendet wurden. Am 29. August 1807 war es formiert und hieß Dragoner-Brigade „Prinz Wilhelm“. Während der Befreiungskriege war Lottum Kommandeur des Regiments, welches sich namentlich bei Dennewitz auszeichnete. Er kämpfte aber auch bei Großbeeren und Leipzig. 1814 war er Militärgouverneur von Brabant und Flandern und befehligte 1815 eine Kavalleriebrigade des 3. Armeekorps, mit welcher er bei Ligny und Wavre kämpfte. Seine Leistungen wurden durch die Verleihung beider Klassen des Eisernen Kreuzes sowie des Russischen Ordens der Heiligen Anna II. Klasse und des Ordens des Heiligen Wladimir III. Klasse gewürdigt.
Nach dem Frieden war Lottum Inspekteur der Landwehr im Regierungsbezirk Arnsberg, kam 1816 im Januar als Kommandeur der 2. Kavallerie-Brigade nach Danzig, wurde 1817 Kommandeur der Kavallerie-Brigade des Armeekorps und 1819 Generalmajor. Im Jahr 1820 wurde er Kommandeur der 2. Kavallerie-Brigade beim I. Armee-Korps und 1823 als Kommandeur der 1. Division nach Königsberg versetzt. Im Jahr 1829 wurde er dann Generalleutnant. Lottum wurde am 28. November desselben Jahres zum Kommandeur der 6. Division und Kommandanten von Torgau ernannt. Auf der Reise dorthin kam er Ende Dezember nach Berlin, erkrankte dort schwer und starb in der Nacht vom 7. zum 8. Februar 1830.

### Freimaurer
Von Wylich und Lottum war Freimaurer und von 1824 bis zu seinem Tod Mitglied der Loge Zum Todtenkopf in Königsberg.